# نيكول بروير
نيكول بروير (بالإنجليزية: Nicole Brewer)‏ هي صحفية وعارضة أمريكية، ولدت في 15 أبريل 1983 في بيت لحم في الولايات المتحدة.